# ¿Qué hace una chica como tú en un sitio como este?
¿Qué hace una chica como tú en un sitio como este? és una pel·lícula de cinema espanyola de thriller costumista amb tocs de comèdia dirigida el 1978 per Fernando Colomo amb guió coescrit amb Jaime Chávarri. És protagonitzada per Carmen Maura i pretén mostrar la nova "fauna nocturna" de la incipient movida madrileña.

## Argument
Rosa és una dona de mitjana edat (Carmen Maura) que veu com la seva vida canvia de manera radical quan es divorcia del seu marit Jorge (Félix Rotaeta) i coneix a un jove rocker. Malgrat les seves diferències, els dos viuen emocionants situacions en la nit madrilenya.

## Repartiment
- Carmen Maura - Rosa
- Concha Grégori - Mari
- Félix Rotaeta - Jorge
- Héctor Alterio
- Kiti Mánver - Empleada perruqueria
- Joaquín Hinojosa
- José Lage - Toni

## Comentaris
Pel·lícula impactant de la dècada dels 70 amanida amb la música del grup de rock Burning.
Pedro Almodóvar apareix com a extra i se'l pot distingir en diverses escenes.

## Premis
34a edició de les Medalles del Cercle d'Escriptors Cinematogràfics
| Categoria     | Candidat      | Resultat  |
| ------------- | ------------- | --------- |
| Millor música | Luis de Pablo | Guanyador |